# Porozok, Krasnopillea
Porozok (în ucraineană Порозок) este un sat în comuna Slavhorod din raionul Krasnopillea, regiunea Sumî, Ucraina.

## Demografie
Componența lingvistică a localității Porozok
     Rusă (81,46%)
     Ucraineană (18,54%)
Conform recensământului din 2001, majoritatea populației localității Porozok era vorbitoare de rusă (81,46%), existând în minoritate și vorbitori de ucraineană (18,54%).